# اولدزموبیل فیرنزا

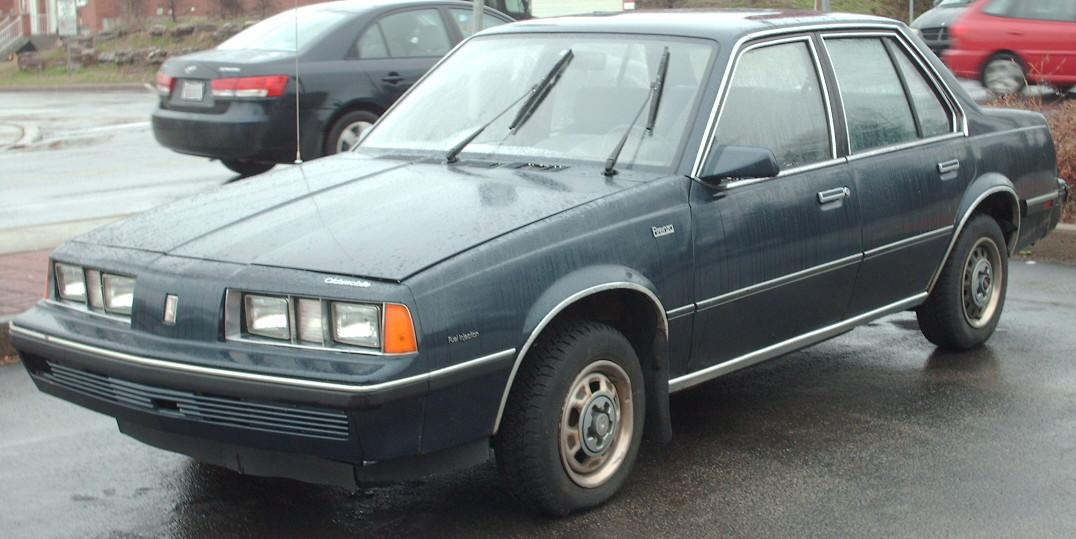

اولدزموبیل فیرنزا (Oldsmobile Firenza) خودرویی است که در سال‌های ۱۹۸۲–۱۹۸۸در ایالات متحده آمریکا تولید شده‌است. طراحی آن خودروهای موتور جلو-محور جلو بوده است. سیستم جعبه‌دندهٔ آن ۳ دنده به دو صورت خودکار و دستی است.